# Now That's What I Call Music
Now That's What I Call Music! (¡Ahora sí a esto lo llamo música!, tal su traducción del idioma inglés) es una compilación de los mejores éxitos de la música Pop, Rock, R&B y Dance, nacida en el Reino Unido. Existen ediciones propias del Now en Estados Unidos, Argentina, Australia, China, España, Japón, México y Sudáfrica, entre otros países. Es el único compilado de éxitos del mundo que superó las 100 ediciones.
Las discográficas EMI, Virgin y Universal fueron las que habitualmente lanzaron este disco cada cuatro meses: una hacia marzo, otra hacia julio y una última en noviembre. En algunos años (como 1990 o 1991) se editaron sólo dos Now. Hoy la edición de los compilados está a cargo de Sony Music / Universal Music Operations Limited.

## Now! UK Series (la serie original)
Nacida de la unión de los ejecutivos de Virgin Records, Stephen Navin, John Webster y Simon Draper con Ashley Abram de Box Records (una empresa especializada en producir compilaciones musicales), esta serie de discos de grandes éxitos tomó su nombre "Now" de un anuncio de la década del '20 de unos productos cárnicos de Dinamarca que mostraba un cerdo escuchando cantar un gallo. Este animal se convirtió en la mascota de las series Now! por un tiempo, hasta que dejó de aparecer en la 5.ª edición de la serie.
La primera compilación Now fue publicada en noviembre de 1983 y recogía 30 canciones exitosas del Reino Unido de ese mismo año, en un doble LP de Vinilo o Casete, de 15 canciones cada uno. El concepto de compilación de grandes éxitos no era nuevo; las casas discográficas Pickwick, Ronco y K-tel fueron creando discos unitarios con los sencillos más exitosos de los '70, pero en el caso de Pickwick y posteriormente Ronco Records, las canciones eran "covers" (versiones no originales), mientras que K-Tel perdió los derechos para editar sus compilaciones ya que las empresas discográficas que cedían sus derechos a K-Tel para sus recopilaciones empezaron a editar más frecuentemente discos compilados propios con sus artistas exclusivos. Ese hueco momentáneo en el género fue cubierto a comienzos de los años '80 por los compilados Now. Debido a que el Now tenía mejor calidad de sonido, sus canciones originales estaban completas y era lanzado a la venta en dos discos (o casetes) a la vez, con el respaldo de grandes compañías discográficas, gozó de mucho más éxito que sus competidores. En el Reino Unido, durante los '80, el disco compitió con la compilación de Warner (en esos momentos, WEA), BMG y CBS (ambos de Sony Music, en el caso de BMG, su primera época) "The Hits Album", que era de un formato similar al del Now, pero a finales de los '80 el disco de Warner/BMG/CBS mermó notablemente en sus ventas, por lo que no se hicieron más volúmenes con ese nombre (la colección continuó en la década siguiente con diferentes denominaciones) y el Now, que ya había conseguido acoplar a Polygram (hoy Universal Music) al proyecto de recopilar los éxitos musicales de la época, comenzó a dominar el mercado. Actualmente en los Now hay canciones y artistas de una gran diversidad de casas discográficas, incluidas Warner Music y empresas independientes. Hoy en día los Now son editados por Now That's What I Call Music LLP, una sociedad de responsabilidad limitada compuesta por Sony Music Entertainment (UK) Ltd. y Universal Music Operations Limited, apareciendo en la contratapa de estos compilados las marcas de EMI y Sony Music.
El Now es considerado actualmente un símbolo musical en el Reino Unido, convirtiéndose en un icono de su cultura, a tal punto de ser una especie de "Salón de la fama" para todo artista que sea incluido en un compilado como Now. Muchos amantes de la música, debido a la gran referencia musical y de época a la que remite cada volumen, deciden hacer colecciones con todos los Now y, aunque muchos de esos discos ya no están en las tiendas ni fueron reeditados, muchos encuentran los primeros compilados Now en tiendas en línea, como Ebay o Mercado Libre.
A pesar de los numerosos cambios en las fechas de publicación de las compilaciones Now, el disco se ha decidido crear tres veces al año; lanzándose a la venta uno en Semana Santa, otro durante el verano del hemisferio norte y el tercero en Navidades. Now That's What I Call Music! 68, por ejemplo, fue publicado el 19 de noviembre de 2007. Los discos tienen en total más de 40 éxitos y siempre fueron editados en 2 discos por volumen, con excepción de las ediciones 8 y 9, que se editaron en un solo disco cada una.
El Now más vendido en la historia de la industria discográfica británica fue Now That's What I Call Music! 44, en 1999, con un total de 2.3 millones de copias vendidas. El n.º 69 (2008) fue el más vendido en su primera semana de lanzamiento, con más de 300.000 ejemplares.
El último Now de la serie original hasta la fecha en Reino Unido es el número 120, con fecha de lanzamiento a la venta el 4 de abril de 2024.

## Características especiales
Now That's What I Call Music es el único compilado de éxitos musicales en llegar a las tres cifras en publicación de volúmenes en la historia discográfica mundial.
Muchos artistas como Madonna, Red Hot Chilli Peppers, ambos de Warner o Bruce Springsteen, Nirvana y Puff Diddy, de la Sony BMG, que han tenido mucho éxito, nunca habían aparecido en una compilación de la serie original de Now, debido a que tuvieron un contrato de exclusividad con sus respectivos sellos, que no les permitían a éstos incluir sus canciones en compilados. En algunas ocasiones, esto ocurría para asegurar las ventas del álbum de un artista. Recién en los últimos años, con la edición especial "Now 25 Years", aparecieron Madonna con "Into the groove" (número uno en Reino Unido en 1985) y Michael Jackson con "Thriller", que en los primeros volúmenes del compilado figuró con canciones de su época en la casa disquera Motown. Otros artistas, como los integrantes del grupo Wham!, aparecieron tanto en el Now como en su competencia directa, The Hits Album.
Robbie Williams fue quien más canciones suyas se incluyó en los compilados Now, superando las 30 veces, incluyendo las 4 cuando formaba el grupo Take That.
Aunque hubo una edición tres años antes conteniendo 17 canciones, entre ellas, algunas de anteriores volúmenes, desde el número 10, en 1987, se empezó a editar Now en Compact Disc y una selección en video apareció en simultáneo desde el primer volumen en 1983 hasta el n.º 20, excepto en el n.º 19. Algunos de estos volúmenes también fueron editados en Laser Disc.
Now se editó regularmente en formato vinilo hasta el n.º 35 (1996) y en casete hasta el n.º 63 (2006).
Desde el n.º 62 el compilado Now se puede bajar legalmente desde su sitio oficial  y quien compraba el disco tenía una clave alfanumérica para entrar desde ese mismo sitio web a contenidos exclusivos (entrevistas, videos y canciones extra).
Los compilados Now en formato Mini Disc han empezado a comercializarse desde el Now 43, y se discontinuaron en el Now 48. Actualmente, los últimos volúmenes de Now se venden en CD y formato digital por Internet, además de estar disponibles en plataformas de streaming musical como Spotify, Deezer o Amazon Music.
Los Tonos para teléfonos celulares estuvieron disponibles desde el 2003 con el Now 54, discontinuándose ese servicio en el 2010.
En 2017 se estrena la aplicación para celulares de Now donde, tras un mes de prueba gratuita y un posterior costo mensual, se pueden escuchar todos los volúmenes del compilado, incluidas sus ediciones especiales. Este producto sólo está disponible en el Reino Unido.
El locutor Mark Goodier es la voz de los anuncios publicitarios de Now desde 1992 con el lanzamiento del volumen 21 hasta la edición número 94 a mediados de 2016. Tras un reemplazo de su voz en el anuncio del volumen 95 por el presentador de televisión Matt Edmondson, retomó la locución de los mismos en el anuncio del volumen 96.

### Canales de Televisión
En 2013 en el Reino Unido, se pone al aire Now Music TV, reemplazado el 27 de diciembre de 2016 por NOW 80s, un canal de televisión digital abierta dedicado a la música de toda la década del '80, poniendo el foco en el contenido de los compilados musicales a través de especiales y programas temáticos. En 2017, con el mismo formato, se estrena NOW 90s (hoy, NOW Rock en su país de origen, mientras que en Australia y Nueva Zelanda sigue funcionando con el formato original). En 2019, siempre el mismo día de estreno, 27 de diciembre, se pone al aire NOW 70s. Los tres canales funcionan de manera separada en la grilla de programación y son propiedad de Universal Music Group, administrados por All Around The World Productions.

### Compilaciones basadas en el "Now" original
Now That's What I Call Music ha tenido tanto éxito que la unión eventual de los sellos EMI/Virgin/Universal ha decidido crear secuelas temáticas de este compilado, promocionadas en su mayoría en épocas de Navidad.
Algunas de ellas son las siguientes:
- NOW Dance (compilación de los mejores Hits del Reino Unido, remezclados. Desde 1986 a la fecha y con cambios eventuales de nombres, es la serie más longeva que se publica del compilado original).
- The Millenium Editions (cubriendo los mejores éxitos de los '80 y '90, comenzando desde 1980).
- NOW 1983-1995 Anniversary
- Best Of Now (recopilaciones hechas por año y por década, abarcando estas últimas, otras décadas previas a los compilados)
- Now Christmas (éxitos navideños de todos los tiempos, incluidos los que aparecieron en el chart especial que confecciona Official Charts Company)
- Now Summer (canciones veraniegas o éxitos de temporada, en algunos casos, con versiones diferentes a los Now numerados)
- Now 25 years (edición especial de 3 CDs. Al mismo tiempo se reeditó el primer volumen de Now en el mismo formato)
- Now 30 years (edición especial de 3 CDs)
- Now That's What I Call Now (edición especial de 5 CDs con motivo del 35° aniversario del compilado, conteniendo 100 canciones, una por cada volumen del Now)
- Now The DVD (compilado de videos musicales editado desde 2001 a 2007)
- Now Legends (con canciones número uno de décadas anteriores a las ediciones del compilado)
- Now That's What I Call A Million (canciones que superaron el millón de copias según el UK Singles Chart)
- Now Footie Anthems (canciones referentes al fútbol y a la selección inglesa, promocionadas en épocas de Copa Mundial)
- Now Britain (canciones clásicas y tradicionales del Reino Unido, mas los éxitos musicales de intérpretes del pop y el rock de la región)
- Now Ibiza (canciones de música electrónica de los principales centros bailables de la isla española, referente mundial del género)
- Now Remix (los principales éxitos bailables del momento en versiones especiales y sin interrupciones)
- Now 100 Hits (serie de 5 discos con una temática específica, como "forgotten 80s", éxitos olvidados de la década del 80)
- Now That's What I Call Number 1's (recopilación de primeros puestos del UK Singles Chart, con motivo de su 70mo. aniversario)
- Now 40 Years (serie de compilados divididos por décadas, donde por primera vez se editan en vinilo canciones de este siglo)
- Now USA (éxitos del pop y el rock de Estados Unidos)
- Now Yearbook (edición de 4 CDs o LPs con éxitos de un año en particular)
- Now Disney (canciones de películas y musicales, editados bajo el sello de Walt Disney Records)
- Now Classical (las canciones más populares de la música clásica)
- Now Karaoke (juego en DVD)
- Now Quiz (juego en DVD)

También se editaron álbumes especiales con diferentes géneros musicales, circunstancias y conmemoraciones: Country, Rock clásico, Rock & Roll de las décadas del '50 y '60, Easy Listening, Jazz, Old Skool (Rap y Hip-hop), Running, Soul clásico, R&B, música para fiestas actuales y temáticas por décadas, baladas, Fitness, Reggae, Punk, New Wave, canciones del festival Eurovision, comedias musicales, bandas sonoras de películas, Disco, House y Chill Out, entre otros. Algunas de estas ediciones también son editadas en formato de vinilo, como la serie "Yearbook" y "Millenium", esta última, incluyendo canciones hasta el año 2023.
Con motivo de la publicación del volumen 100 de Now, se reeditó la primera edición de 1983 por tercera vez en CD y por primera vez desde su lanzamiento, en vinilo y casete.
El mismo día del lanzamiento de la edición 102 de Now, se reeditó por primera vez en CD y por segunda vez en vinilo el volumen 2 del compilado, editado originalmente en 1984. El mismo lanzamiento correlativo ocurrió al publicarse simultáneamente los volúmenes 103 y reeditarse el número 3. El volumen 4 fue reeditado solamente en formato de disco compacto de forma completa, ya que en 1984 se lanzó una edición especial, siendo la primera en CD de la serie, pero incluyendo canciones de volúmenes anteriores. Esta reedición, además, fue hecha en concordancia con el lanzamiento de la edición 104 del compilado. Los lanzamientos posteriores al 111 vinieron con la misma modalidad de reedición en CD de los primeros volúmenes que no aparecieron en ese formato.

## NOWen otros países
Desde su primera versión internacional en Sudáfrica en 1984, se han publicado diferentes versiones de esta compilación en países y regiones como: Arabia (con el nombre "Now That's What I Call Arabia"), Argentina, Asia, Australia, Benelux, Canadá, China, Corea del Sur (bajo el nombre de "Now That's What I Call K-Pop"), Dinamarca, España (como "Now: esto sí es música"), Estados Unidos, Finlandia, Francia (como "Now! Hits Référence"), Grecia (como "Now: Αυτά Είναι Τα Hits Σήμερα!", "Now: Estos son los hits de hoy" en griego), Holanda, Israel, Japón, México, Noruega, Nueva Zelanda, Polonia, Portugal, República Checa (conocida como "Now Hity"), Rusia y Turquía.
En la mayoría de los casos, tienen las mismas canciones del Now original de Reino Unido, con el agregado de éxitos de los respectivos países donde se edita. Actualmente, exceptuando Estados Unidos, Australia, Nueva Zelanda y Rusia, muchas de las ediciones internacionales de Now se discontinuaron. En Sudáfrica se publicaron compilados en formato DVD hasta el 2016.
También se editó para el mercado hispánico de Estados Unidos y la zona norte de Latinoamérica, "Now Latino. Esto es música", con los éxitos del pop y el reguetón más destacados del idioma español.
El volumen 74 de la versión estadounidense del Now es el primero en más de dos décadas en volver a editarse en vinilo, el 3 de julio de 2020, siendo además la primera vez que se publica el compilado en ese formato en el citado país.

### Ediciones en habla hispana
En Argentina se empezó a conocer este compilado a través de la edición de sus video casetes a fines de los '80 por el extinto sello Buelax Video. Se comenzaron a comercializar sus versiones en CD importadas del Reino Unido desde el comienzo de la década del '90 hasta principios del 2000 en las principales tiendas de discos del país.
Su primera edición oficial en ese país la tuvo en 1999, basándose en la edición mexicana, cuyo primer volumen fue publicado cuatro años antes. Estas ediciones fueron de un disco cada una, todas con intérpretes de habla inglesa. El segundo disco de esta serie tenía la innovación de tener un "booklet" (libro interno) con todas las letras de las canciones incluidas, a diferencia del Now británico, que sólo tenía datos de los artistas y sus posiciones en las listas de éxitos.
Sin embargo, dos años antes de lanzarse el primer volumen del Now latinoamericano en Argentina, este tuvo un "exploit" (ejemplar semejante que no llega a ser una copia directa del original) creado por Warner Music Argentina en 1996, llamado "Hoy! Aquí está la Música", aprovechando el éxito de los compilados Now entre los especialistas de música y de dos de sus artistas internacionales del género dance: Everything But The Girl con su canción "Missing" (que apareció en otros compilados de la casa disquera) y Mr. President con "Coco Jamboo". Este compilado sólo tuvo esa única edición.
La versión latinoamericana de Now fue discontinuada en el año 2004 en México tras diez volúmenes, mientras que en Argentina se dejó de publicar en 2002 con el volumen 9.
Doce años después, Universal Music México relanza la colección con el nombre de "Now That's What I Call Music 2014", un compilado de música pop internacional compuesto por un CD y un DVD con las mismas canciones del CD en formato video. Todos sus intérpretes pertenecen al sello discográfico citado.

## Páginas web de referencia
- Sitio Oficial Mundial
- Sitio oficial en portugués
- Now 10 Anos site (10° aniversario de la edición portuguesa de Now)
- Now worldwide collection including UK, Hungary, Israel, Japan, Mexico, New Zealand, Poland, Portugal, South Africa, Spain, Turkey and U.S.
- Now worldwide including UK, U.S., Arabia, Asia, Canadá, Denmark, Finland, Japan, New Zealand, Australia, Portugal, Italy and Israel (the last four under 'Now Misc.')
- Now That’s what I Call Music 1 - 71 UK sorted by artists (the UK chart positions of the songs are shown in the brackets) Archivado el 4 de agosto de 2010 en Wayback Machine.
- Now worldwide forum
- Now collection photos

- Datos: Q3270600